# Aeroportul Snake Bay
Aeroportul Snake Bay (IATA: SNB, ICAO: YSNB) este un aeroport din Milikapiti⁠(d), Teritoriul de Nord, Australia ce deservește zona Melville Island⁠(d).
Situat la o altitudine de 50 m, aeroportul dispune de o singură pistă. Este operat de Tiwi Islands Region⁠(d).